# Godofredo I da Provença
Godofredo I da Provença (? - c. fevereiro de 1061) foi o conde da Provença, junto com seus irmãos Guilherme IV da Provença e Fulco Beltrão da Provença, de 1018 até sua morte. Era o terceiro filho de Guilherme II da Provença e de Gerberga da Borgonha e um herdeiro da linha mais nova da família. É possível que não tenha recebido o título condal até a morte de seu irmão mais velho, em 1032.

## Biografia
Reporta-se que ele e seu irmão Fulco fizeram uma doação à Abadia de Cluny em 26 de maio de 1037. Durante a vida de Fulco, Godofredo foi secundário a ele. Quando ele morreu, Godofredo se tornou conde uno, o chefe da dinastia.
Foi um grande empreiteiro da Igreja em sua região, devastada no século anterior pelos sarracenos. Ele restaurou a Abadia de Sparro, que eles tinham destruído, e deu-a para a sé episcopal de Aix. Seguindo o exemplo da maioria dos seus ancestrais, ele foi patrocinador da Abadia de São Vítor de Marselha. Em 1045, ele consentiu a uma doação por um de seus vassalos à abadia e, em março de 1048, a transferência da propriedade do Arcebispo de Arles para a Igreja. Em 1 de julho de 1055, e novamente em 1057, com sua esposa Estefânia e seu filho Beltrão, ele próprio doou uma propriedade à São Vítor. Seu patrocínio excedeu em muito o de seus antecessores. Ele cedeu os direitos sobre as propriedades que Fulco, visconde Marselha, desejou doar para a abadia em 1044, enquanto que, em 1032, ele havia consentido em dar as terras para a Igreja como alódios. Em 1038, ele cedeu a seus vassalos direitos condais que eram de sua família desde o governo de seu avô, Guilherme, o Libertador, perdendo o domínio de muitos castelos e fortalezas. O território real, que estivera sob o controle condal desde o tempo de Guilherme, foi em grande parte dividido em alódios para os vassalos durante o governo de Godofredo, e o enfraquecimento do Condado da Provença com uma política unitária pode ser datado a partir de seu mandato. Até quando seu suserano, Rodolfo III da Borgonha vendeu os direitos restantes sobre a villae real, Godofredo abriu mão deles como posses alodiais.

## Relações familiares
Foi filho de Guilherme II da Provença (987 - antes de 30 de maio de 1018) e de Gerberga da Borgonha (985 - 1024) filha de Otão Guilherme de Borgonha (962 - 21 de setembro de 1026) e de Ermentrude de Roucy (958 - 5 de março de 1002).
Guilherme casou-se com Estefânia de Marselha, tida como filha de Guilherme II, Visconde de Marselha, visconde de Marselha, com quem teve dois filhos.:
1. Beltrão II da Provença (? - c. 1093), conde da Provença e casado com Matilde da Provença, pelo casamento.
2. Gerberga da Provença (? - c. 1115), condessa da Provença e casada com Gilberto I de Gévaudan (1055 - 1111), Senhor de Millau e de Gévaudan e Conde consorte da Provença[7].